# Haworthia caerulea
Haworthia caerulea är en grästrädsväxtart som beskrevs av M. Hayashi och Ingo Breuer. Haworthia caerulea ingår i släktet Haworthia och familjen grästrädsväxter. Inga underarter finns listade i Catalogue of Life.